# Sant Cristòfol de Claverol
Sant Cristòfol és l'església parroquial de Claverol, pertanyent al municipi de Conca de Dalt, al Pallars Jussà, dins de l'antic terme de Claverol. Es tracta d'una església bastant grossa, que domina el sector de llevant del poble. En canvi, a dins del poble és poc evident, ja que l'entrada es fa per un carreró estret d'un extrem del que fou el clos del poble. És una obra inclosa a l'Inventari del Patrimoni Arquitectònic de Catalunya.

## Descripció

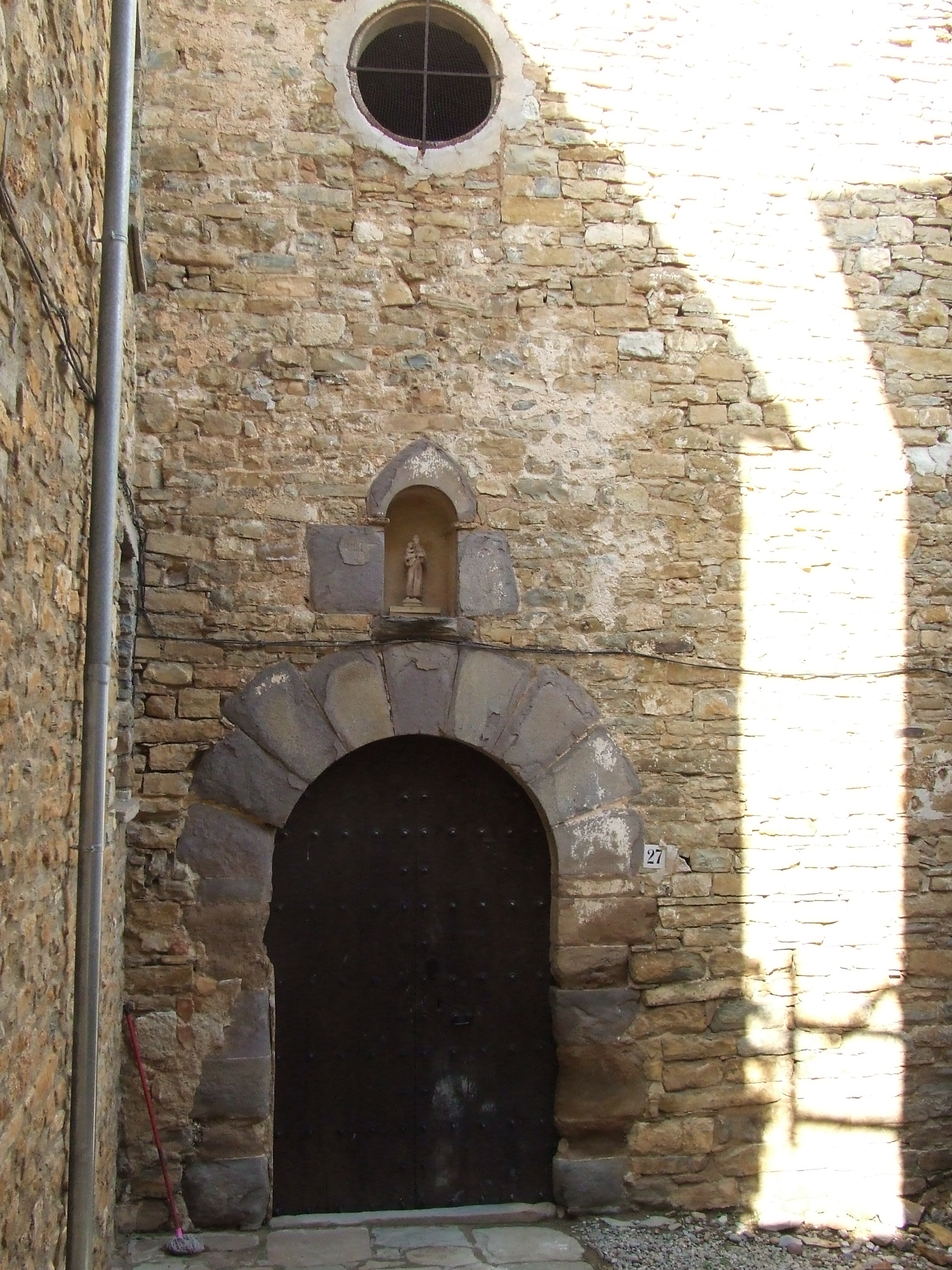
La façana meridional de Sant Cristòfol

Edifici situat en un extrem del poble. Església d'una nau, amb campaner de torre quadrada. El presbiteri està alçat, però no és semicircular. Hi ha dues capelles a cada costat de la nau, obertes per un arc de mig punt. Una tribuna als peus, amb barana de fusta a la que s'accedeix per una escala situada a l'angle sud-est. Coberta de volta de canó reforçada per tres arcs torals que recolzen sobre pilastra amb cornisa. Una capella al mur sud coberta de volta d'aresta i una altra enfront d'ella a l'altre mur. Teulada a doble vessant de teules; la coberta del campanar a quatre vessants de pissarra. Porta d'arc de mig punt adovellada, a sobre fornícula amb Sant amb dues mènsules que sostenen un arc apuntat per fora i rodó a l'intradós.

## Història
La datació s'ha fet per estil: les esglésies romàniques dels Pirineus i prepirinenc són de carreu petit, amb el presbiteri alçat i amb poques obertures. Segurament després fou reformada, ja que veiem elements propis del gòtic com són la capella coberta per volta d'aresta, la fornícula i una finestra amb arcs apuntats i la inscripció en una pedra de la façana: 17/ [separat per un buit d'una obertura] 46.